# 6318 Cronkite
6318 Cronkite eller 1990 WA är en asteroid i huvudbältet som upptäcktes 18 november 1990 av den amerikanske astronomen Eleanor F. Helin vid Palomar-observatoriet. Den är uppkallad efter den amerikanske journalisten Walter Cronkite.
Asteroiden har en diameter på ungefär 1 kilometer.